# Arrest Struikelende broodbezorger
Het arrest Heddema/De Coninck (HR 22 november 1974, NJ 1975/149) beter bekend als Struikelende broodbezorger of Broodbezorger-arrest, is een arrest van de Nederlandse Hoge Raad dat betrekking heeft op onrechtmatige daad in verband met waarschuwingsplicht en "niets doen".

## Definitie
Het onderscheid tussen gewoon en zuiver nalaten heeft zijn oorsprong in situaties van gevaarzetting en zaakschade. Van gewoon nalaten is sprake als de nalatige betrokken is geweest bij het creëren van een op zichzelf toegestaan gevaar, zoals het openzetten van een kelderluik. In geval van zuiver nalaten is de nalatige niet zelf actief betrokken geweest bij het ontstaan van een gevaarssituatie.

## Samenvatting
Een broodbezorger struikelt over een touwtje dat op enkele decimeters hoogte is gespannen op het pad naar een voordeur. Twee kleine kinderen van vier en vijf jaar oud hebben nagelaten om de man te waarschuwen. De Hoge Raad acht de kinderen (en hun ouders) niet aansprakelijk.

## Casus
Op 27 maart 1970 is broodbezorger De Coninck met een grote bakkersmand aan de arm over een touwtje gestruikeld en ten val gekomen. Dit touwtje hing op de erfafscheiding op enkele decimeters hoogte boven het pad naar de voordeur van de woning van de familie Heddema. Twee kinderen Heddema, vier en vijf jaar oud, waren op dat moment in de buurt van het ongeval aan het spelen.

## Rechtsvraag
In cassatie is de zaak toegespitst op de vraag of de kinderen de broodbezorger hadden moeten waarschuwen voor de aanwezigheid van het touwtje, dat zij – naar feitelijk moest worden aangenomen – niet zelf hadden gespannen.
Rechtsvraag: Hebben twee kleine kinderen een rechtsplicht geschonden door een gevaarssituatie waarvoor zij niet verantwoordelijk zijn, niet op te heffen of anderen daarvoor niet te waarschuwen?

## Procesgang
De Coninck stelt een vordering in tegen de ouders Heddema wegens onrechtmatige daad van de kinderen en verantwoordelijkheid van de ouders voor hun kinderen. De vordering is door de rechtbank toegewezen. Dit vonnis is in hoger beroep door het hof bekrachtigd. In cassatie zijn deze vonnissen door de Hoge Raad vernietigd. De Raad verwees de zaak niet terug, maar wees de vordering van De Coninck zelf af. Uiteindelijk zijn de ouders dus in het gelijk gesteld.

## Hoge Raad
De Hoge Raad wijst een algemene waarschuwingsplicht van de hand.

dat echter van een rechtsplicht om een waargenomen gevaarssituatie voor het ontstaan waarvan men niet verantwoordelijk is, op te heffen of anderen daarvoor te waarschuwen, in het algemeen ook voor volwassenen alleen sprake kan zijn, wanneer de ernst van het gevaar dat die situatie voor anderen meebrengt tot het bewustzijn van de waarnemer is doorgedrongen, zulks behoudens het bestaan van bijzondere verplichtingen tot zorg en oplettendheid zoals kunnen voortvloeien uit een speciale relatie met het slachtoffer of met de plaats waar de gevaarssituatie zich voordoet;
dat in het onderhavige geval het gevaar, dat het over het voetpad naar de voordeur van Heddema's woning gespannen touwtje voor anderen meebracht, naar uit 's Hofs arrest blijkt, niet tot het bewustzijn van de kinderen Heddema is doorgedrongen, terwijl het bestaan van een verplichting van die kinderen om ten opzichte van het eigen erf een bijzondere zorg of oplettendheid te betrachten ten opzichte van gevaarssituaties, welke daar zouden kunnen ontstaan, niet kan worden aanvaard;
dat het Hof daarom ten onrechte heeft aangenomen dat die kinderen een onrechtmatige daad hebben gepleegd door er niet voor te zorgen dat het door hen waargenomen touwtje werd verwijderd of door De Coninck niet voor het touwtje te waarschuwen;

De Hoge Raad heeft dus beslist dat, indien er geen sprake is van een speciale relatie met een persoon of zaak, voor aansprakelijkheid vereist is, dat het risico tot het bewustzijn van de toeschouwer, in casu de kinderen, is doorgedrongen. Dat laatste had het hof evenwel niet vastgesteld en de aansprakelijkheid van de kinderen werd daarom afgewezen.

## Tot besluit
Dit arrest is een standaard-arrest dat het begin vormt van een reeks arresten met betrekking tot onrechtmatige daad in verband met een waarschuwingsplicht.